# Vorágine (álbum)
Vorágine es el cuarto álbum de estudio del grupo musical de Argentina Airbag. Fue lanzado en el año 2011. Fue editado por Del Ángel Discos y distribuido por Sony Music Entertainment. Este álbum presenta algunos cambios con respecto a su antecesor, manteniendo una línea rockera pero no tan del alojado al hard rock como en el anterior, con más presencia de sintetizadores, samplers y sonidos electrónicos nuevos y modernos para el sonido del grupo musical. Airbag venía de un parate de dos años sin tocar en vivo y esto les hizo componer casi cien canciones para el álbum, de las cuales se grabaron doce entre julio y agosto de 2011.
Se hizo una gira nacional entre fines de 2011 y todo 2012 como promoción del álbum, y se presentó con una gira musical que empezó en octubre de 2011 (con un concierto gratis en la Avenida Figueroa Alcorta de Buenos Aires) y terminó en junio de 2013, con dos funciones en el Teatro Vorterix a sala llena.
La presentación del álbum fue en Teatro Gran Rex el 3 de diciembre de 2011, donde en ese concierto sirvió para la grabación del álbum en vivo y DVD Samsara, editado en 2012.
La gira solamente incluyó aparte de Argentina, Chile y Uruguay.

## Información
Luego de terminar de promocionar el álbum Una hora a Tokyo el trío comienza a trabajar en lo que sería su cuarto álbum de estudio pero luego surgen problemas con su ex mánager que los llevan a un período de inactividad.
«Fue por un problema contractual que tuvimos con nuestro ex representante. Éramos muy chicos y firmamos un papel que nos ató a una persona que nos perjudicó mucho. Fue una etapa dura. Fue una cuestión de abogados, yo no entendía nada», explicó Patricio a la revista Sí! de Clarín que mientras arreglaban toda la situación tuvieron mucho tiempo para componer las nuevas canciones para el álbum (han compuesto casi cien de las cuales doce quedaron incluidas en el álbum) y finalmente rompen contrato con su exrepresentante.
El 24 de agosto se publicó el primer sencillo del álbum, después de tanto tiempo, titulado «Dónde vas (Viaje nocturno)». El 20 de septiembre de 2011, salió a la venta su nuevo álbum que se tituló Vorágine. Lo presentaron oficialmente en el Teatro Gran Rex el 7 de diciembre de 2011 a sala llena. Con este concierto comenzó la grabación de su próximo DVD, para el cual también se registraron hasta el momento imágenes de sus conciertos en La Trastienda de Buenos Aires, en el Teatro Broadway de Rosario y demás ciudades de su gira nacional (han compartido escenario con este disco en shows con Calle 13 y Catupecu Machu, entre otros). Posteriormente se presentaron en Buenos Aires y Córdoba como banda invitada de los shows de Noel Gallagher en Argentina.
En agosto del 2012 estrenan el vídeo musical de la canción «Cae el Sol», dirigido por Patricio Sardelli y Gabriel Grieco, que fue un éxito en casi todas las radios del país. Y el video tuvo mucha repercusión al tratar con profundidad el tema del "tráfico de personas" intentando buscar concientización sobre el tema. 
En octubre Airbag viaja a Chile para empezar su gira por Hispanoamérica en el Movistar Arena de Santiago, en noviembre regresaron a Argentina para realizar cuatro concierto en el Teatro Vorterix de Buenos Aires a sala llena. Anuncian el título de su próximo CD+DVD el cual se llamará Samsara y muestra la presentación en vivo del grupo musical en el Teatro Gran Rex de Buenos Aires (concierto con el cual presentaron Vorágine y regresaron tras su período de inactividad), más un documental sobre la grabación de su último álbum y un bonus track. En abril de 2013 publicaron el último video musical del álbum, «Bajos instintos», nuevamente dirigido por Pato y Gabriel Grieco.
En el medio de su gira, Airbag participa en el festival pidiendo justicia por Mariano Ferreyra.

## Contenido
El álbum arranca con «Tu nombre», un comienzo más tranquilo en comparación con el resto de los álbumes, con un bajo distorsionado junto con guitarras y una batería electrónica, junto con la presencia de sintetizadores, y ya indica el cambio de sonido, en comparación con su álbum predecesor. Continúa con «Dónde vas (Viaje nocturno)», con tintes de pop rock y con un estilo más Oasis, y siendo el primer corte de difusión del álbum. Continúa «Cadenas», un poco popera y un bajo presente (varios años después el cantante del grupo musical Patricio Sardelli dijo que la canción al principio iba a ser en formato acústico, y varias veces han interpretado la canción en ese formato); la siguiente canción «Tu locura» mezcla el hard rock con la electrónica de fondo que tiene el álbum, y siendo la primera  canción de Guido a la voz en él. La quinta canción es «Cae el sol», donde vuelve el pop rock con una batería influenciada a Red Hot Chili Peppers, y siendo la canción más conocida del álbum. La siguiente canción es «Estado salvaje», con tintes y guitarras pesadas y con sintetizadores, igual de presente que en «Bajos instintos», con influencias de Muse, la balada «Diez días después», con muchos arreglos de teclados y cargada de emoción, con Guido en la voz en estas tres canciones. Ya en la recta final del álbum, la novena canción del álbum es la homónima «Vorágine», un solo de Patricio de un minuto donde demuestra su calidad como guitarrista, que da paso a «Encerrada en el placard», una canción de hard rock con muchos tintes de electrónica y con una letra de protesta en contra de la violencia hacia la mujer, inspirada en una amiga de Guido; la anteúltima canción «Mecanismos de control», con tintes de Guns N' Roses y con Patricio a la voz. Para cerrar el álbum, se encuentra «Otoño del 82», una balada de piano de Patricio (como en su disco predecesor) en homenaje a los soldados caídos y veteranos de la Guerra de Malvinas ocurrida en 1982.

## Lista de canciones
- Todas las canciones fueron compuestas por Patricio Sardelli, Guido Sardelli y Gastón Sardelli.

| N.º   | Título                       | Duración |  |
| 1.    | «Tu nombre»                  | 4:04     |  |
| 2.    | «Dónde vas (Viaje nocturno)» | 3:51     |  |
| 3.    | «Cadenas»                    | 4:13     |  |
| 4.    | «Tu locura»                  | 3:57     |  |
| 5.    | «Cae el sol»                 | 4:41     |  |
| 6.    | «Estado salvaje»             | 3:41     |  |
| 7.    | «Bajos instintos»            | 5:00     |  |
| 8.    | «Diez días después»          | 3:44     |  |
| 9.    | «Vorágine»                   | 0:54     |  |
| 10.   | «Encerrada en el placard»    | 4:51     |  |
| 11.   | «Mecanismos de control»      | 4:23     |  |
| 12.   | «Otoño del 82»               | 4:48     |  |
| 53:59 |                              |          |  |

## Videos musicales
- «Dónde vas (Viaje nocturno)» (2011)
- «Tu locura» (2011)
- «Cae el sol» (2012)
- «Bajos instintos» (2013)

## Ficha técnica
- Patricio Sardelli: Guitarras, piano, synthes, órganos, teclados, orquestación, coros y voz.
- Guido Armido Sardelli: Batería, synthes, piano, percusión, guitarra, coros y voz.
- Gastón Sardelli: Bajo, programación, edición y coros.

Personal adicional
- Airbag: Mezcla y producción musical.
- Martín Muscatello: Ingeniero de grabación y mezcla.
- Mario Altamirano: Mezcla.
- Andrés Mayo: Masterización
- Juan Gonella: Asistente de estudio.
- Santiago Vrijicak: Asistente de estudio.
- Fernando Szereszevsky: A&R.
- Emilio Lacroze: Arte y styling.
- Andrés Kenguan: Diseño gráfico.
- Basilio Silva: Fotos.